# Washington Misick
Charles Washington Misick (né le 13 mars 1950), est un homme politique des îles Turques-et-Caïques, Premier ministre du 4 avril 1991 au 31 janvier 1995 et à nouveau depuis le 20 février 2021.

## Biographie
Né à Bottle Creek, sur l'île North Caicos, il est le fils de Charles et Jane Misick et le frère de Michael Misick.
Diplômé en économie, Washington Misick est élu membre du Conseil législatif en 1988 sous l'étiquette du Parti progressiste national. Il est ministre en chef des îles Turques-et-Caïques d'avril 1991 à janvier 1995. 
Élu député à l'Assemblée des îles Turques-et-Caïques en 2012, il occupe le poste de ministre des Finances, du Commerce et de l'Investissement dans le gouvernement de Rufus Ewing jusqu'en 2016. Chef de l'opposition pendant cinq ans, il remporte les élections législatives du 19 février 2021 et devient Premier ministre le lendemain.